# Droga wojewódzka nr 935
Droga wojewódzka nr 935 (DW935) – droga wojewódzka łącząca Racibórz przez Rydułtowy, Rybnik i Żory z Pszczyną.

Od lat trwają prace nad modernizacją drogi pod nazwą "Regionalna Droga Racibórz - Pszczyna". 
10 kwietnia 2020 został otwarty odcinek rybnicki od węzła wodzisławskiego do ronda w żorskiej dzielnicy Rowień, gdzie droga łączy się z autostradą A1. Jego budowa rozpoczęła się w kwietniu 2017 r. Rybnicki odcinek DW935 ma po dwa pasy ruchu w każdą stronę i każdy zjazd jest bezkolizyjny w formie węzła drogowego. Na rybnickim odcinku drogi DW935 obowiązuje ograniczenie prędkości do 100 km/h. Rybnicki odcinek drogi DW935 przebiega przez południowe dzielnice miasta: Gotartowice, Boguszowice Stare, Meksyk, Zamysłów.
Węzły drogowe na rybnickim odcinku drogi DW935
- Węzeł Gotartowicka- łączy DW935 z ul. Gotartowicką.
- Węzeł Świerklańska- łączy DW935 z ul. Tkoczów.
- Węzeł Chwałowicka- łączy DW935 z ul. Chwałowicką.
- Węzeł Śródmiejska- łączy DW935 z ul. Droga Śródmiejska
- Węzeł Wodzisławska- łączy DW935 z drogą krajową 78 w ciągu ulicy Wodzisławskiej.

Kolejnym etapem będzie odcinek od węzła wodzisławskiego do ronda z ulicą Sportową, co pozwoli całkowicie wyprowadzić ruch tranzytowy poza Rybnik. Obecnie odcinek od węzła wodzisławskiego do ulicy Sportowej w rybnickiej dzielnicy Niewiadom jest w budowie. W ciągu budowanego odcinka powstanie bezkolizyjny węzeł łączący DW935 z ul. Generała Stefana Grota-Roweckiego w dzielnicy Niewiadom. 
Droga DW935 na odcinku przebiegającym przez miasto Rydułtowy do skrzyżowania z drogą DW933 w miejscowości Rzuchów jest w kiepskim stanie technicznym nawierzchni i brakiem chodników dla pieszych. Występują tutaj liczne skrzyżowania kolizyjne i sygnalizacją świetną.  
W 2022 roku zakończono remont drogi 935 od skrzyżowania z drogą DW933 w miejscowości Rzuchów do raciborskiej dzielnicy Dębicz. 
W Raciborzu od ronda łączącego ul. Rybnicką i ul. Piaskową, droga ma charakter północnej obwodnicy miasta. Obwodnica swój bieg zaczyna od ronda w miejscowości Rudnik, gdzie łączy się z krajową DK45, która jest popularną alternatywą dla zatłoczonej autostrady A4. Następnie droga biegnie przez dzielnicę Miedonia, W ciągu drogi DW935 wybudowany jest most na Kanale Ulga oraz most na rzece Odrze w dzielnicy Brzezie, gdzie północna obwodnica Raciborza łączy się z obecną z ulicą Rybnicką i Piaskową za pomocą ronda. Obwodnica Raciborza na większości odcinków ma po dwa pasy ruchu w każdym z kierunków oraz większość skrzyżowań jest w formie bezkolizyjnych węzłów.

## Historia
29 września 1989 przy wjeździe drogą do Raciborza, w dzielnicy Brzezie w wyniku wypadku samochodowego zginęli prowadzący program Sonda, Zdzisław Kamiński oraz Andrzej Kurek

## Miejscowości leżące przy trasie DW935
- Racibórz (DK45, DW919, DW416, DW916, DW917)
- Rzuchów (DW933)
- Rydułtowy (DW923)
- Rybnik (DK78, DW920, DW925, DW929)
- Żory (A1, DK81, DW924, DW932)
- Pszczyna (DK1, DW931, DW933, DW939)